# کرتا
کرتا (به مجاری:  Kerta) یک شهرداری در مجارستان است که در وسپرم واقع شده‌است. کرتا ۱۵٫۴۶ کیلومتر مربع مساحت و ۷۱۳ نفر جمعیت دارد.